# Pseudo-cufico
Pseudo-cufico, a volte anche pseudo-arabo, è uno stile di decorazione usato durante il Medioevo e il Rinascimento, costituito da imitazioni della scrittura araba cufica, o talvolta scrittura corsiva araba, realizzato in un contesto non arabo: "L'imitazione in arabo nell'arte europea è spesso descritta come pseudo-cufico, prendendo in prestito il termine da una scrittura araba che enfatizza tratti diritti e angolari, ed è più comunemente usata nella decorazione architettonica islamica". Lo pseudo-cufico appare soprattutto nell'arte rinascimentale nelle raffigurazioni di persone provenienti dalla Terra santa, in particolare la Vergine Maria. È un esempio di influenza islamica sull'arte occidentale.

## Primi esempi

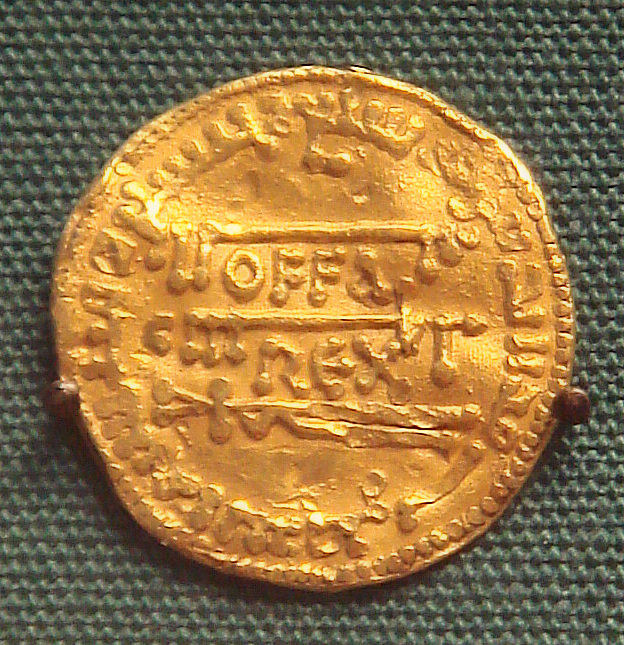
Un dinaro mancuso, o d'oro, del re inglese Offa (regnante 757–796), una copia dei dinari del califfato abbaside (774). Mostra la scritta latina Offa Rex ("Re Offa") capovolta tra l'arabo, probabilmente involontariamente, copiando محمد رسـول الله (Maometto è il messaggero di Allah). Dīnār abbaside per confronto:

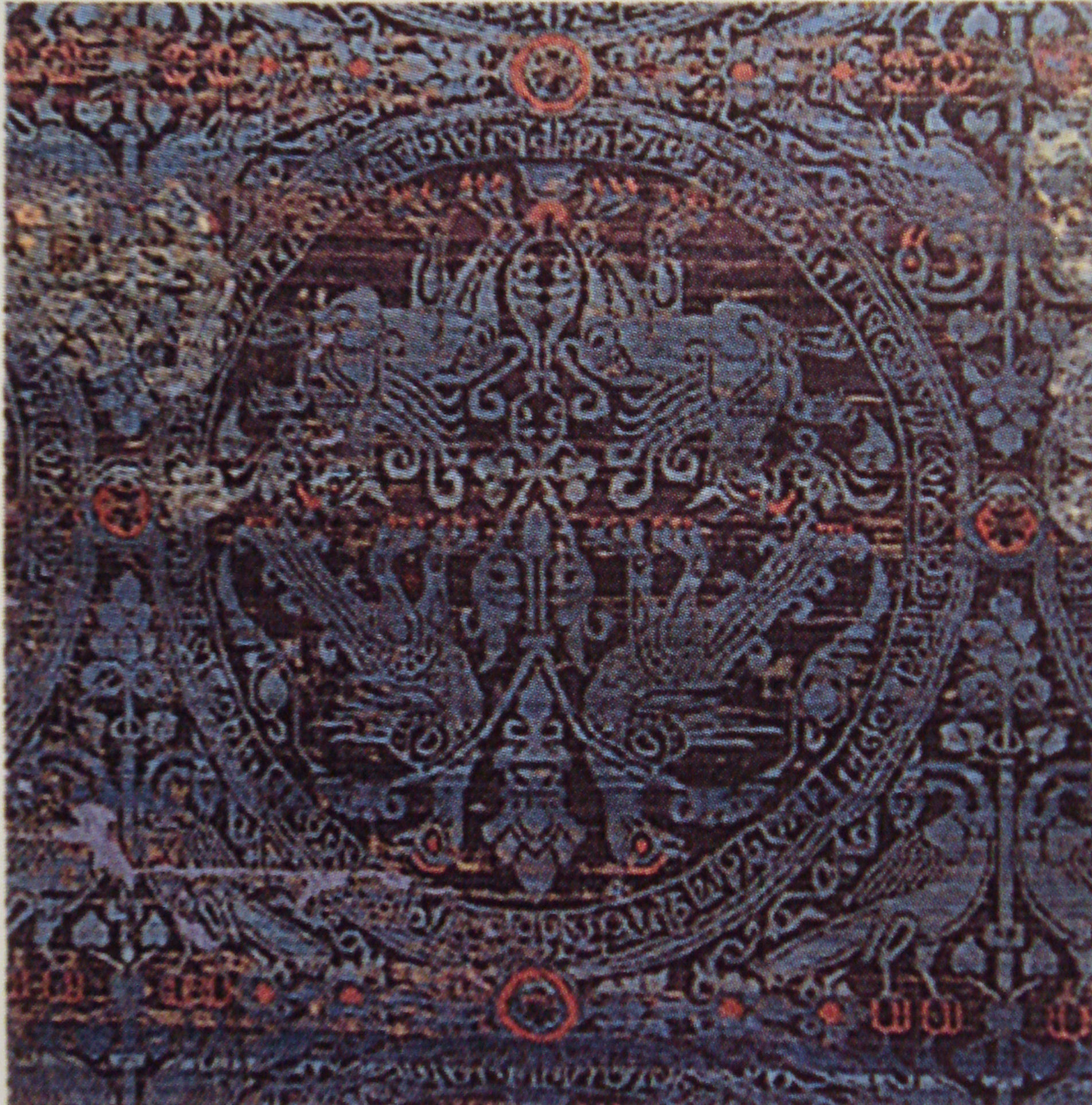
Scritto pseudo-cufico in un medaglione sul sudario bizantino di San Potenziano, XII secolo.

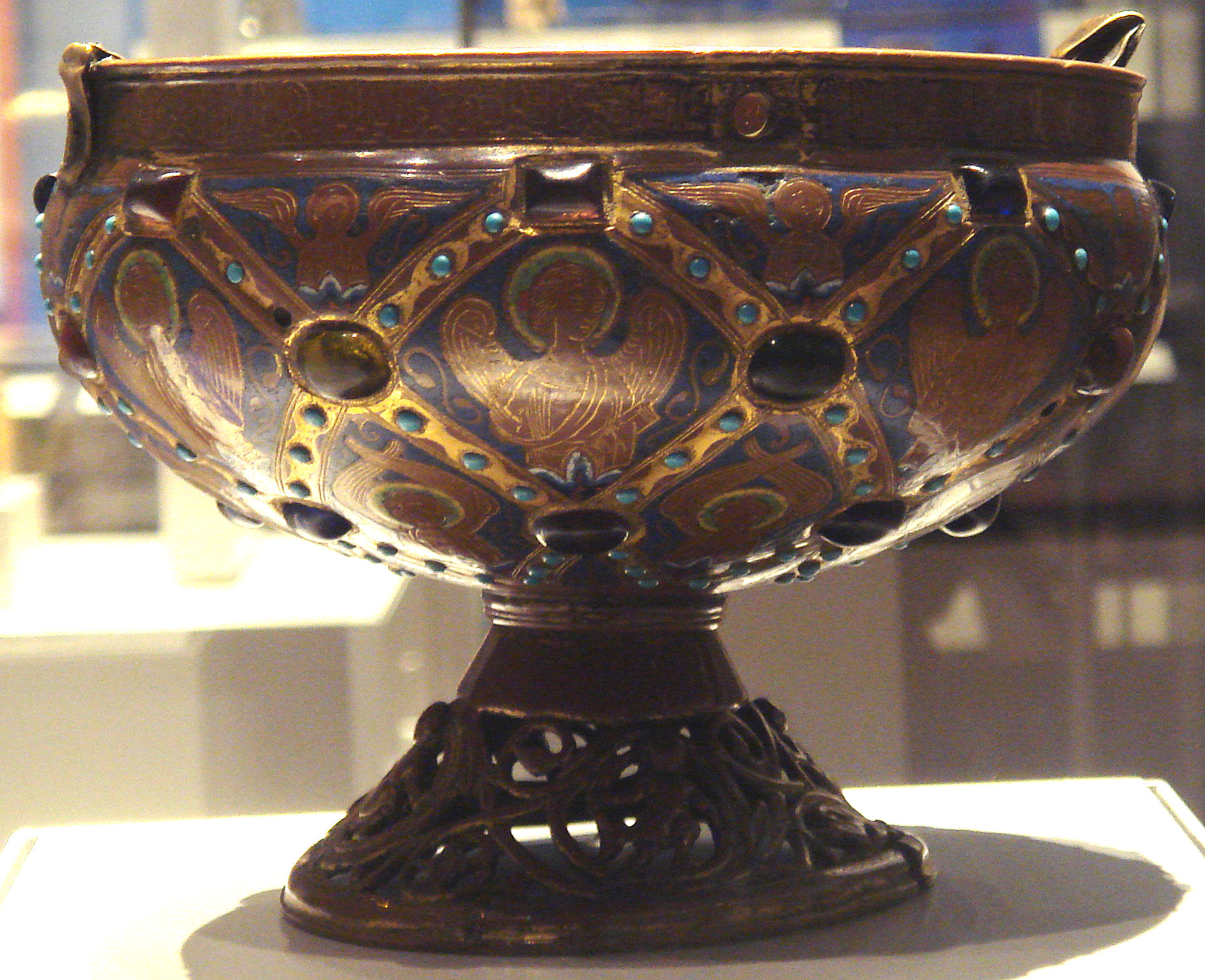
Ciborio di smalto francese Limoges con bordo inciso con caratteri arabi e motivi a forma di diamante di ispirazione islamica, Limoges, Francia, 1215–30. British Museum.

Alcune delle prime imitazioni della scrittura cufica risalgono all'VIII secolo, quando il re inglese Offa (regnante 757-796) produsse monete d'oro imitando i dīnār islamici. Queste monete erano copie di un dīnār abbaside coniato nel 774 dal califfo al-Mansur, con "Offa Rex" incentrato sul retro. È chiaro che l'incisore non comprendeva l'arabo poiché il testo arabo contiene molti errori. La moneta potrebbe essere stata prodotta per commerciare con la Spagna islamica, oppure potrebbe far parte del pagamento annuale di 365 mancusi che Offa aveva promesso a Roma.
Nel sud Italia medievale (in città mercantili, come Amalfi e Salerno) dalla metà del X secolo, imitazioni di monete arabe, chiamate tarì, erano molto diffuse ma solo usando una scrittura illeggibile pseudo-cufica.
L'Iberia medievale era particolarmente ricca di decorazioni architettoniche con disegni sia pseudo-cufici che pseudo-arabi, gran parte per via della presenza di stati islamici nella penisola. La Chiesa di San Romano (consacrata nel 1221) a Toledo includeva sia elementi (reali) latini sia pseudo-arabi (cioè, non in stile cufico) come elementi decorativi. Le aggiunte di Pietro I di Castiglia e León all'Alcázar di Siviglia (metà del XIV secolo) recano elementi di disegno pseudo-cufico che ricordano l'Alhambra di Granada e la facciata metallica delle porte principali della Cattedrale di Siviglia (completata nel 1506) che includono arabeschi ed elementi di disegno pseudo-cufico. Tali elementi decorativi riguardavano sia le realtà sociali che i gusti estetici: la presenza di molti cristiani arabizzati in molti di questi stati altrimenti cristiani e un apprezzamento generale tra l'aristocrazia cristiana per l'elevata cultura islamica dell'epoca.
Sono noti esempi dell'incorporazione della scrittura cufica e di disegni colorati a forma di diamante di ispirazione islamica come un ciborio di smalto francese Limoges del XIII secolo esposto presso il British Museum. Una fascia in scrittura pseudo-cufica "era una caratteristica ornamentale ricorrente a Limoges ed era stata a lungo adottata in Aquitania".

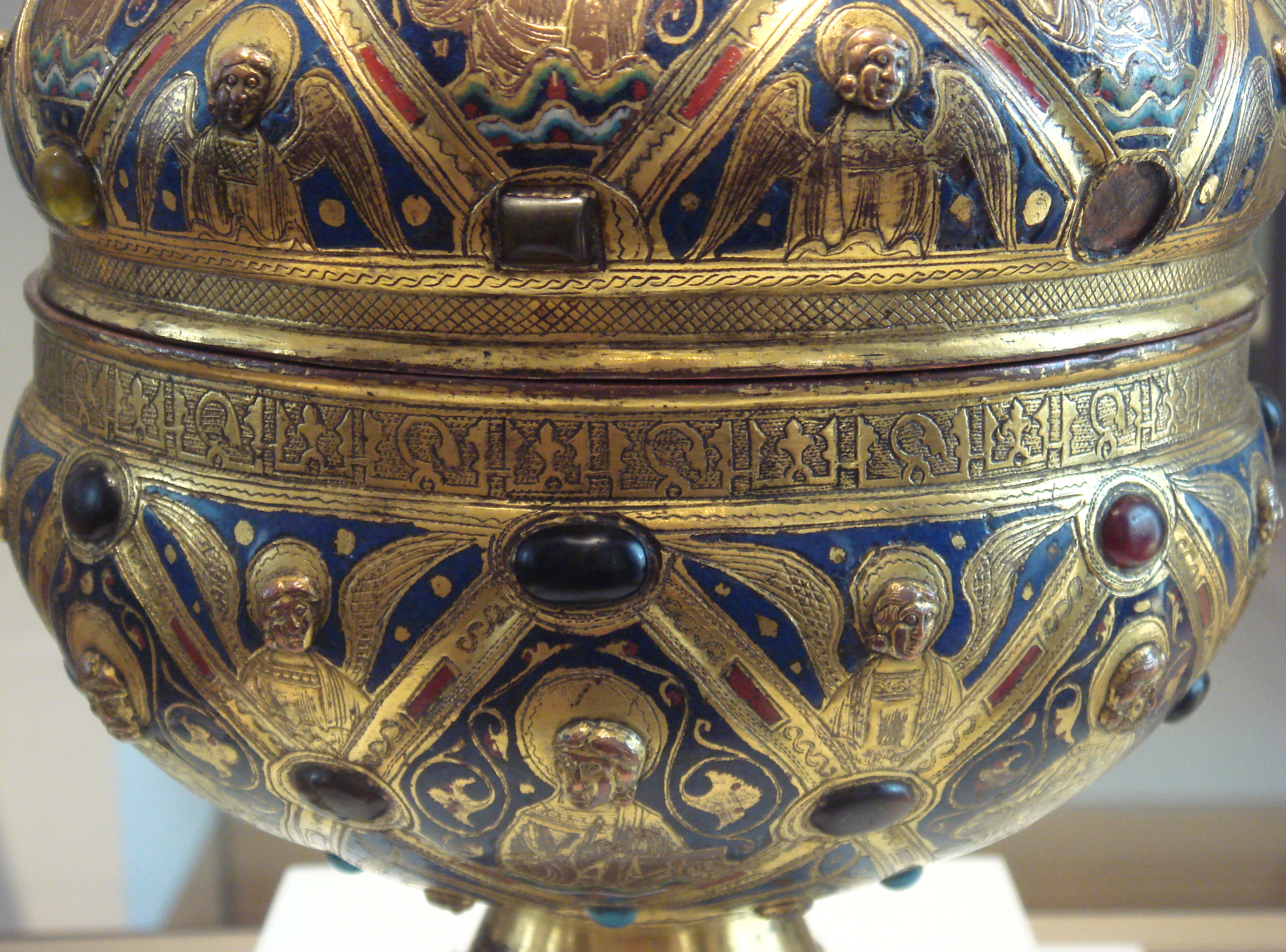
Fascia pseudo-cufica in un ciborio di smalto di Limoges, circa 1200. Museo del Louvre.
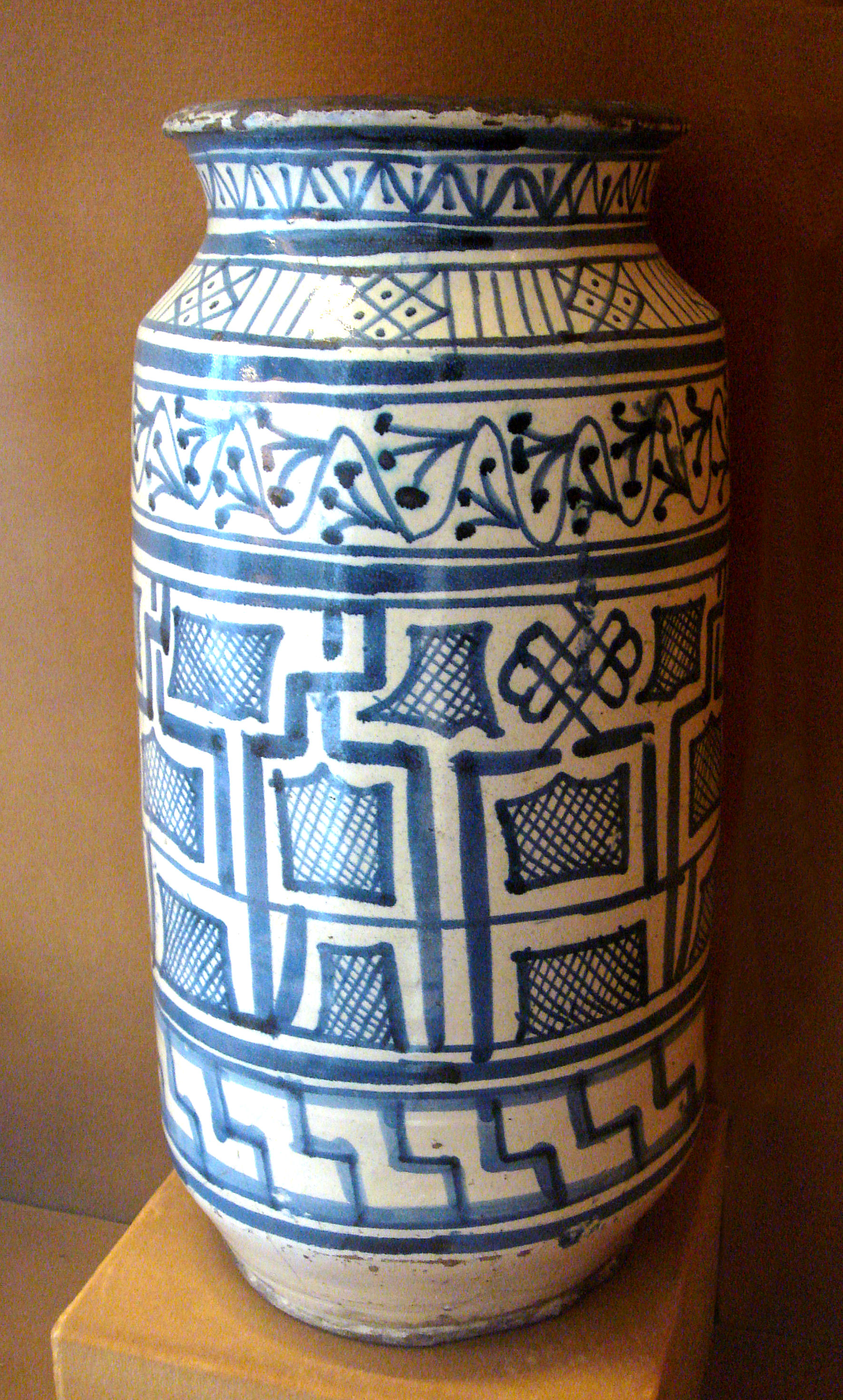
Albarello in porcellana bianca e blu con disegni di ispirazione cufica, Toscana, seconda metà del XV secolo.
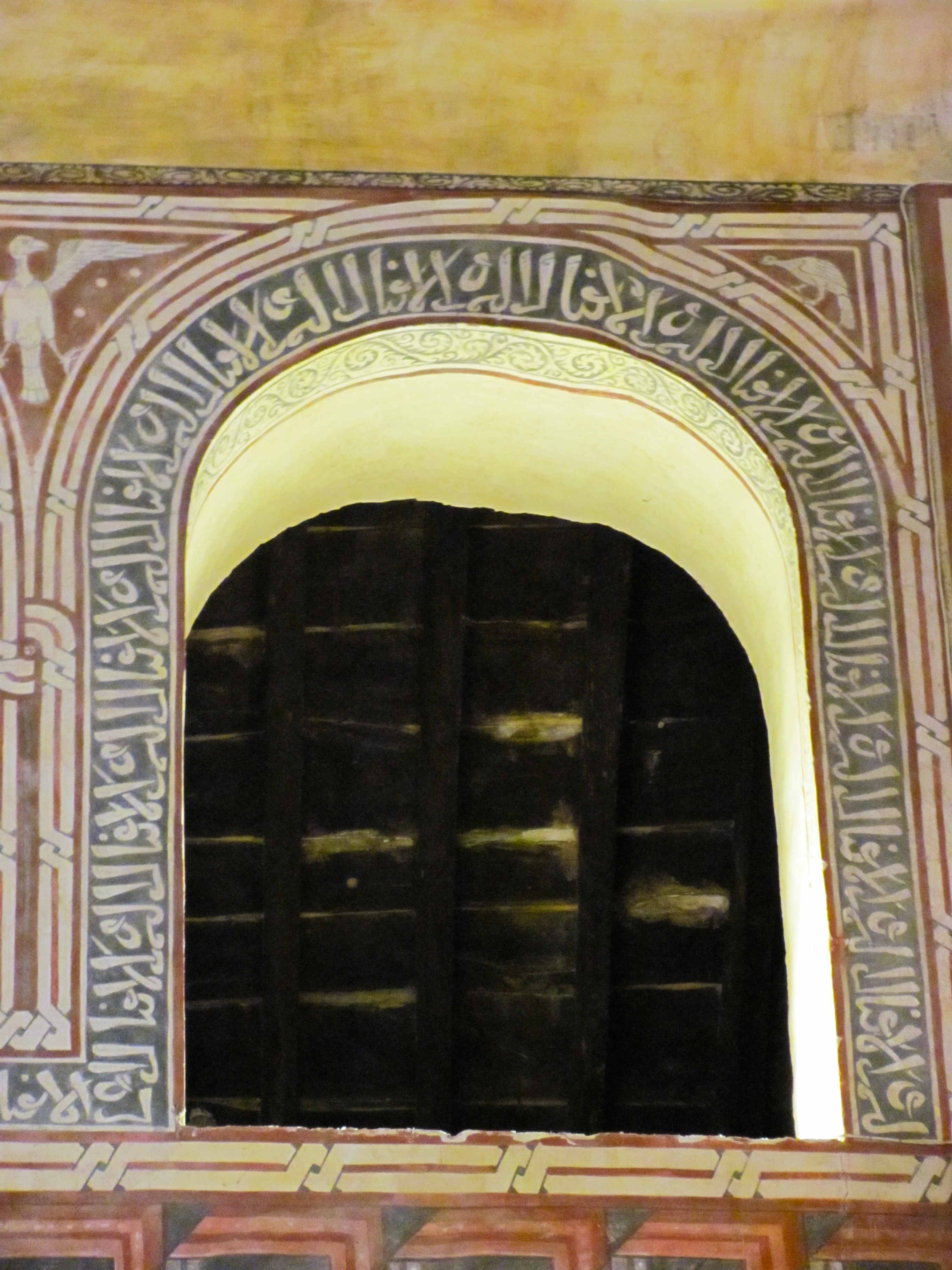
Pseudo-arabo (cioè non in stile cufico) che circonda una finestra interna della Chiesa di San Romano, Toledo, Spagna (circa 1221).
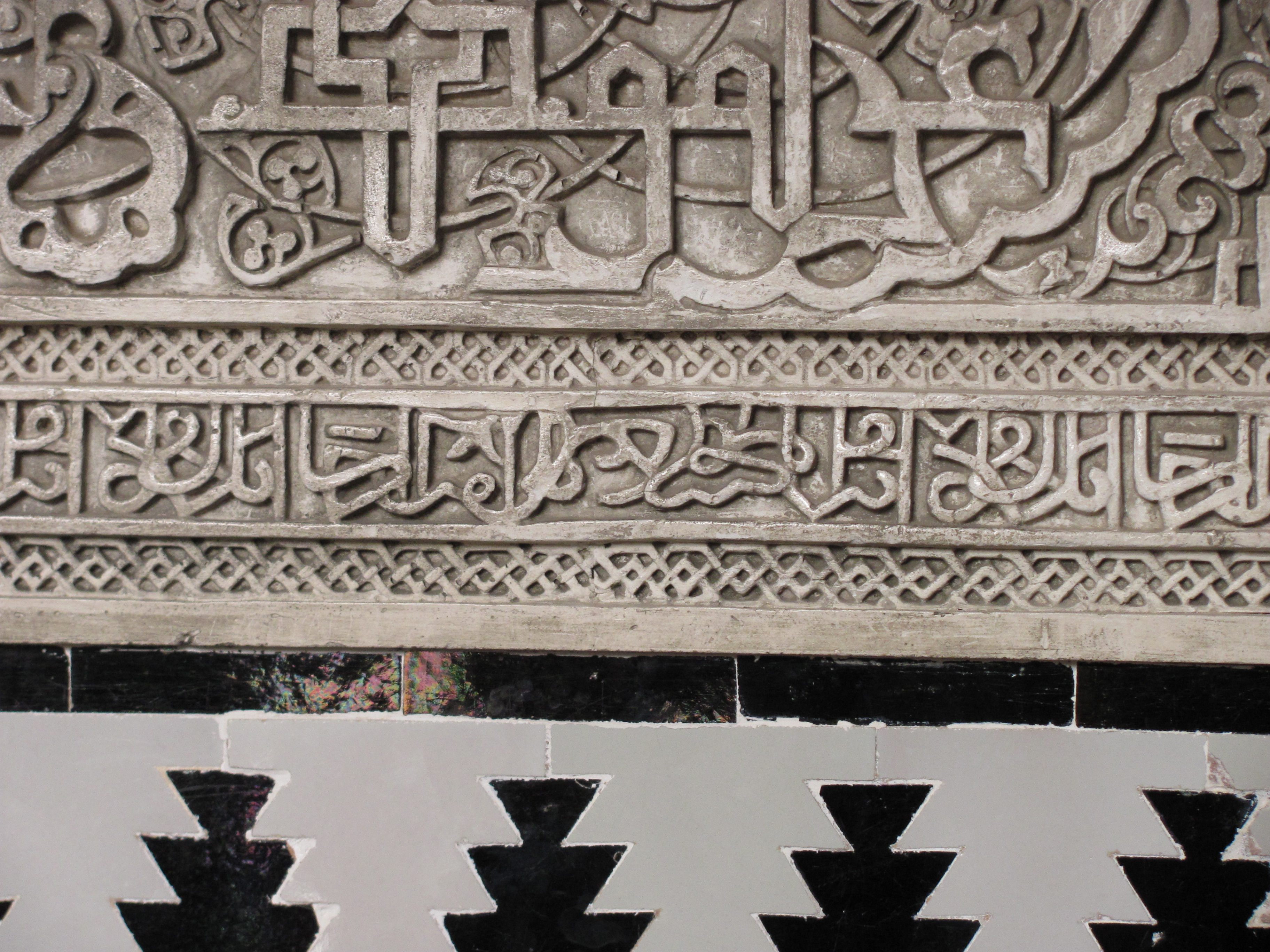
Decorazione di un muro dell'Alcázar di Siviglia (circa 1350), che mostra una banda di decorazioni pseudo-cufica che voleva imitare le decorazioni dell'Alhambra.
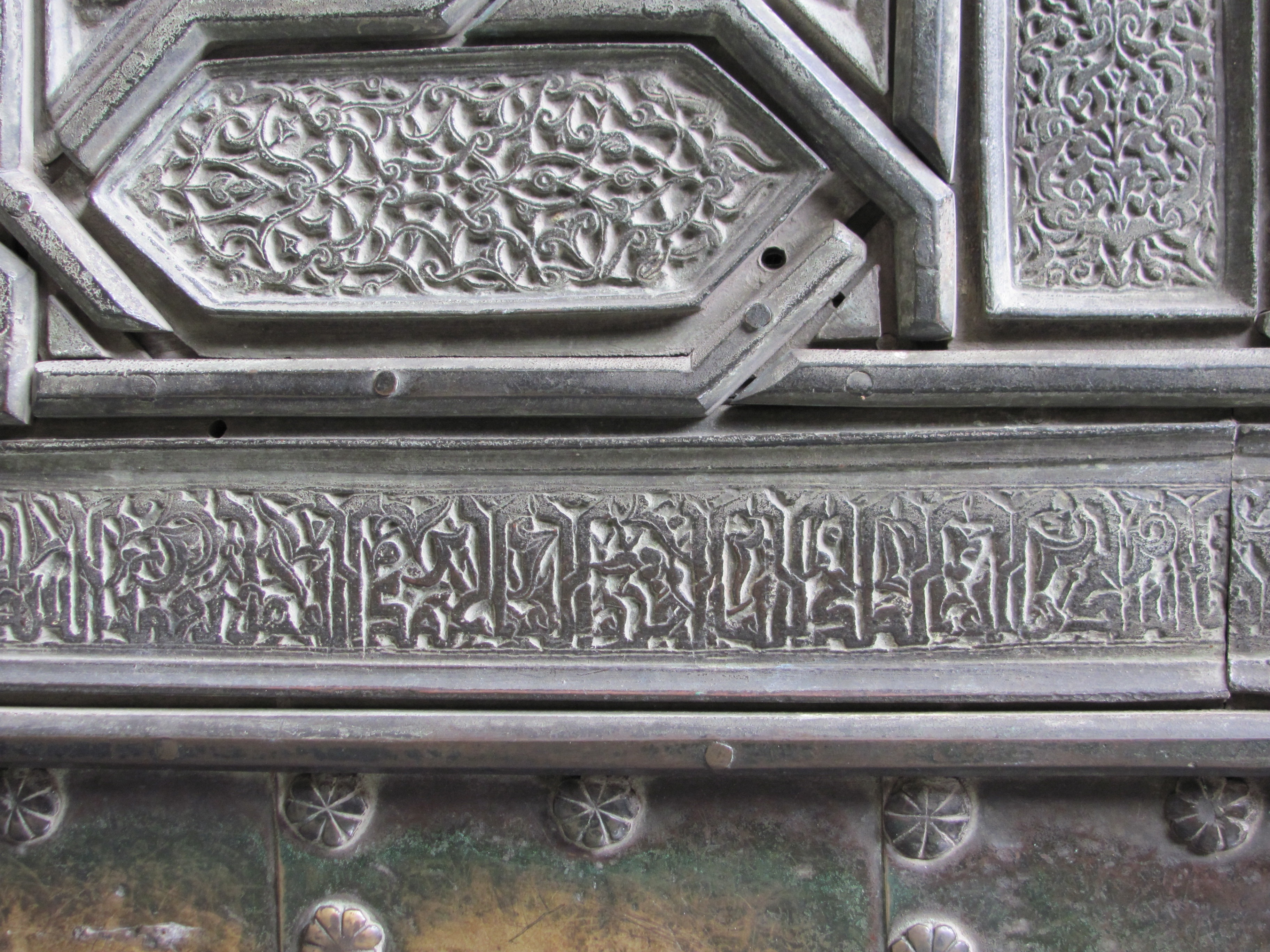
Parte della facciata metallica sulla porta principale della Cattedrale di Siviglia (circa 1500), che mostra elementi di disegno sia arabeschi che pseudo-cufici.

## Pittura rinascimentale
Numerosi esempi di pseudo-cufico sono noti nell'arte europea tra il X e il XV secolo. Le iscrizioni pseudo-cufiche venivano spesso utilizzate come strisce decorative nell'architettura della Grecia bizantina dalla metà dell'XI secolo alla metà del XII e in fasce decorative attorno a scene religiose in dipinti murali francesi e tedeschi dalla metà del XII alla metà del XIII secolo, nonché nelle miniature di manoscritti contemporanei. Lo pseudo-cufico era anche usato come scrittura o come elemento decorativo in tessuti, aureole religiose o cornici. Molti esempi sono visibili nei dipinti di Giotto ( 1267-1337 ca.).
Dal 1300 al 1600, secondo Rosamond Mack, le imitazioni italiane della scrittura araba tendono a fare affidamento sull'arabo corsivo piuttosto che sul cufico, e quindi dovrebbero essere indicati meglio con il termine più generale di "pseudo-arabo". L'abitudine di rappresentare aureole dorate decorate con pseudo-cufico sembra essere scomparsa nel 1350, ma è stata ripresa intorno al 1420 con il lavoro di pittori come Gentile da Fabriano, che probabilmente stava rispondendo all'influenza artistica a Firenze, o Masaccio, che era influenzato da Gentile, sebbene la sua scrittura fosse "frastagliata e goffa", così come quella di Giovanni Toscani o Beato Angelico, in uno stile più gotico.
Intorno al 1450, anche gli artisti dell'Italia settentrionale iniziarono a incorporare nei loro dipinti dispositivi decorativi pseudo-islamici. Francesco Squarcione iniziò la tendenza nel 1455, e presto fu seguito dal suo allievo principale, Andrea Mantegna. Nella pala d'altare di San Zeno del 1456-1459, Mantegna combina la scrittura pseudo-islamica, dalle aureole e orli di indumenti (vedi dettaglio), alla rappresentazione di rilegature di libri mamelucchi nella mano di San Zeno (vedi dettaglio) e persino in un tappeto turco sotto i piedi della Vergine Maria (vedi dettaglio).
Non è chiaro il motivo esatto dell'incorporazione della pseudo-cufico o pseudo-arabo nella pittura medievale o del primo Rinascimento. Sembra che gli occidentali associassero erroneamente le scritture mediorientali del XIII-XIV secolo come identiche alle scritture ai tempi di Gesù, e trovarono così naturale rappresentare i primi cristiani in associazione con queste: "Nell'arte rinascimentale, la scrittura pseudo-cufica è stata usata per decorare i costumi degli eroi dell'Antico Testamento come Davide". Un'altra ragione potrebbe essere che l'artista desiderasse esprimere un'universalità culturale per la fede cristiana, fondendo insieme varie lingue scritte, in un momento in cui la chiesa aveva forti ambizioni internazionali.
A volte si vede anche lo pseudo-ebraico, come nel mosaico sul retro dell'abside nella Circoncisione di Marco Marziale, che non utilizza i veri personaggi ebraici. Era particolarmente comune nelle opere tedesche.
Alla fine gli elementi pseudo-arabi divennero rari dopo il secondo decennio del XVI secolo. Secondo Rosamond Mack: "Le scritture, gli abiti e gli aloni orientali sono scomparsi quando gli italiani hanno visto l'era paleocristiana in un antico contesto romano".

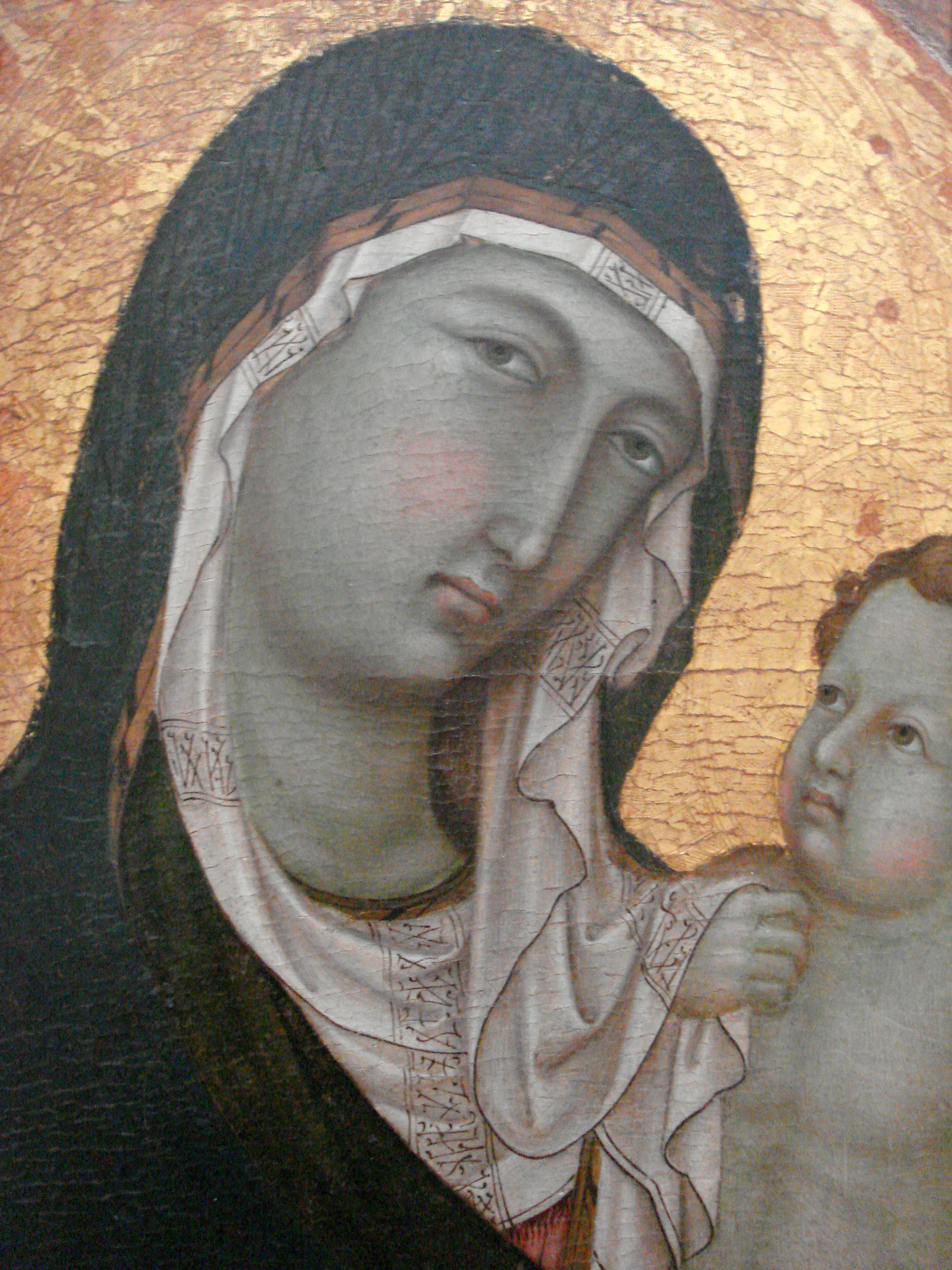
Pseudo-cufico sul velo della Vergine, Ugolino di Nerio, 1315-1320.
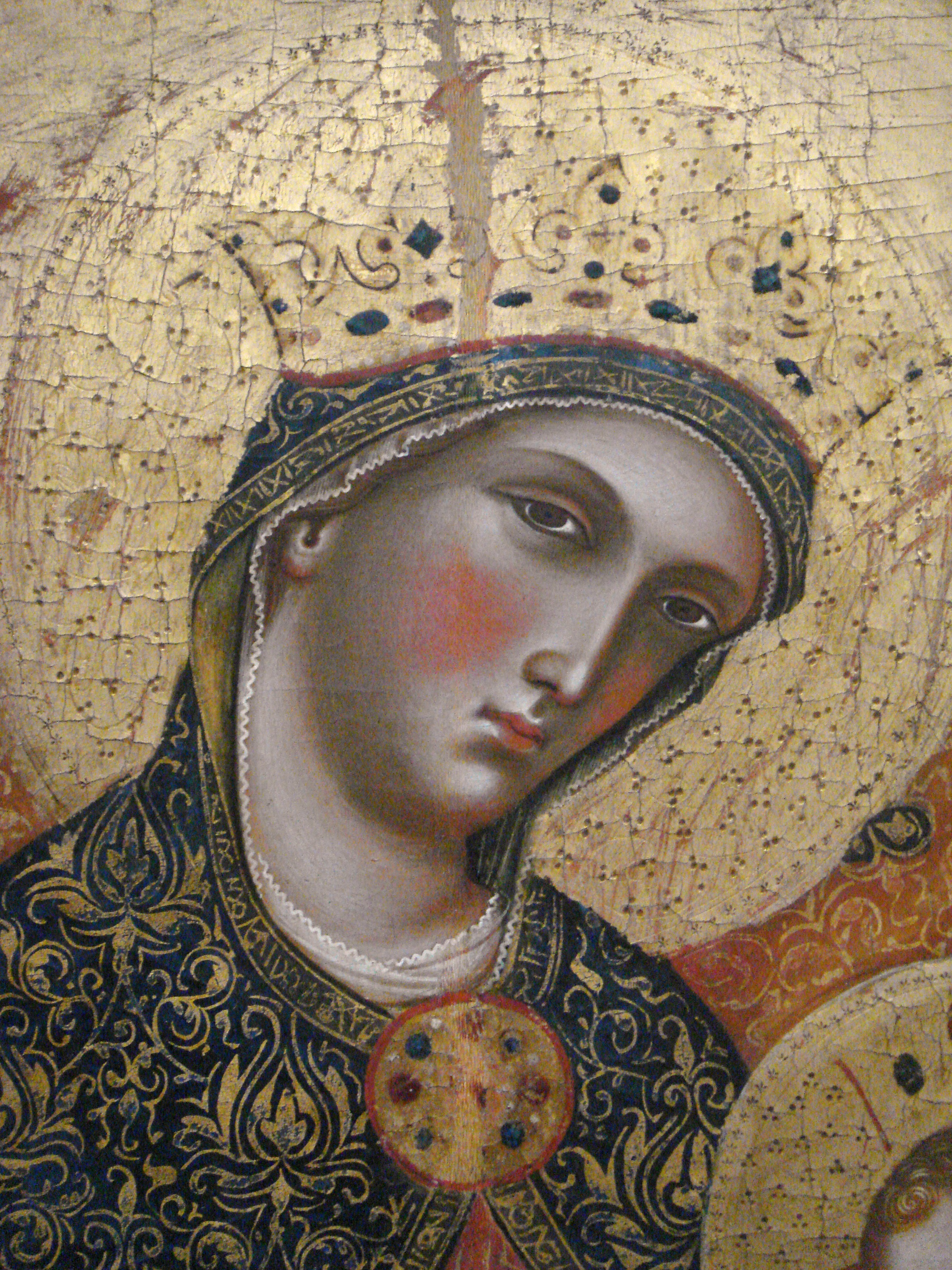
Orlo del mantello pseudo-cufico, nella Vergine Maria con Bambino di Paolo Veneziano, 1358. Museo del Louvre.
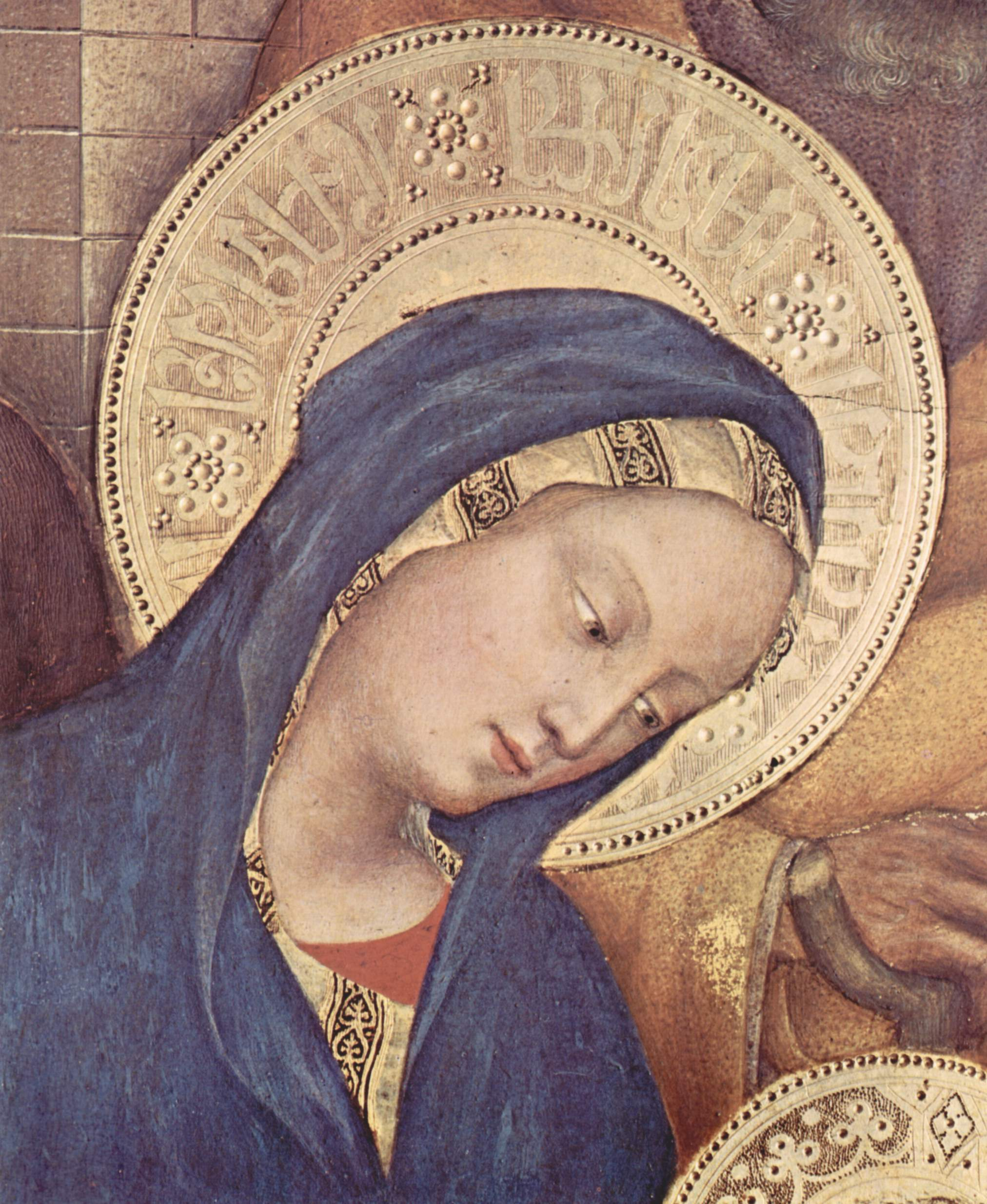
Scritto pseudo-arabo nell'aureola della Vergine Maria, particolare di Adorazione dei Magi (1423) di Gentile da Fabriano. La scrittura è ulteriormente divisa da rosette come quelle dei piatti mamelucchi.
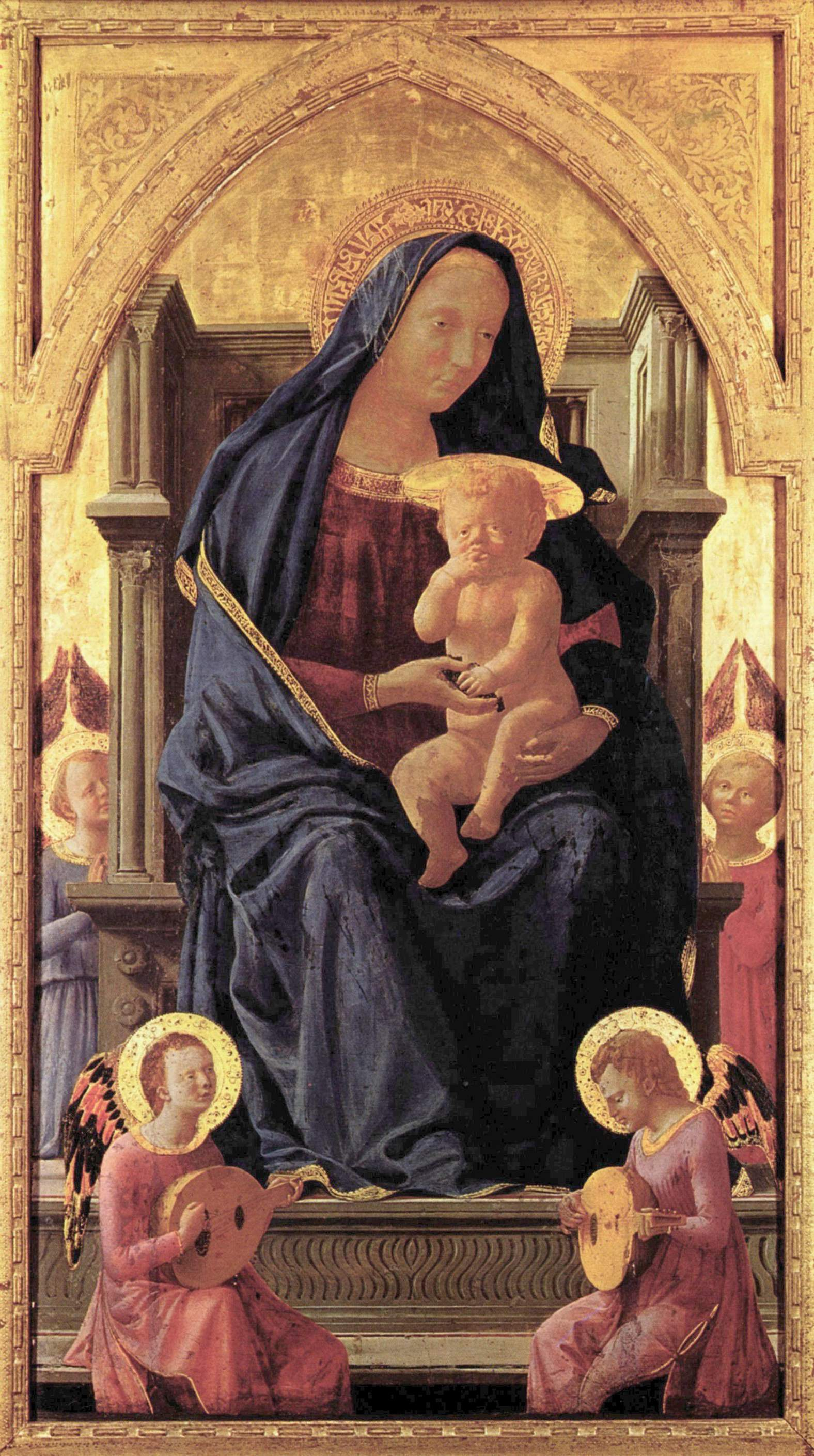
Vergine Maria con aureola pseudo-araba, di Masaccio (1426).
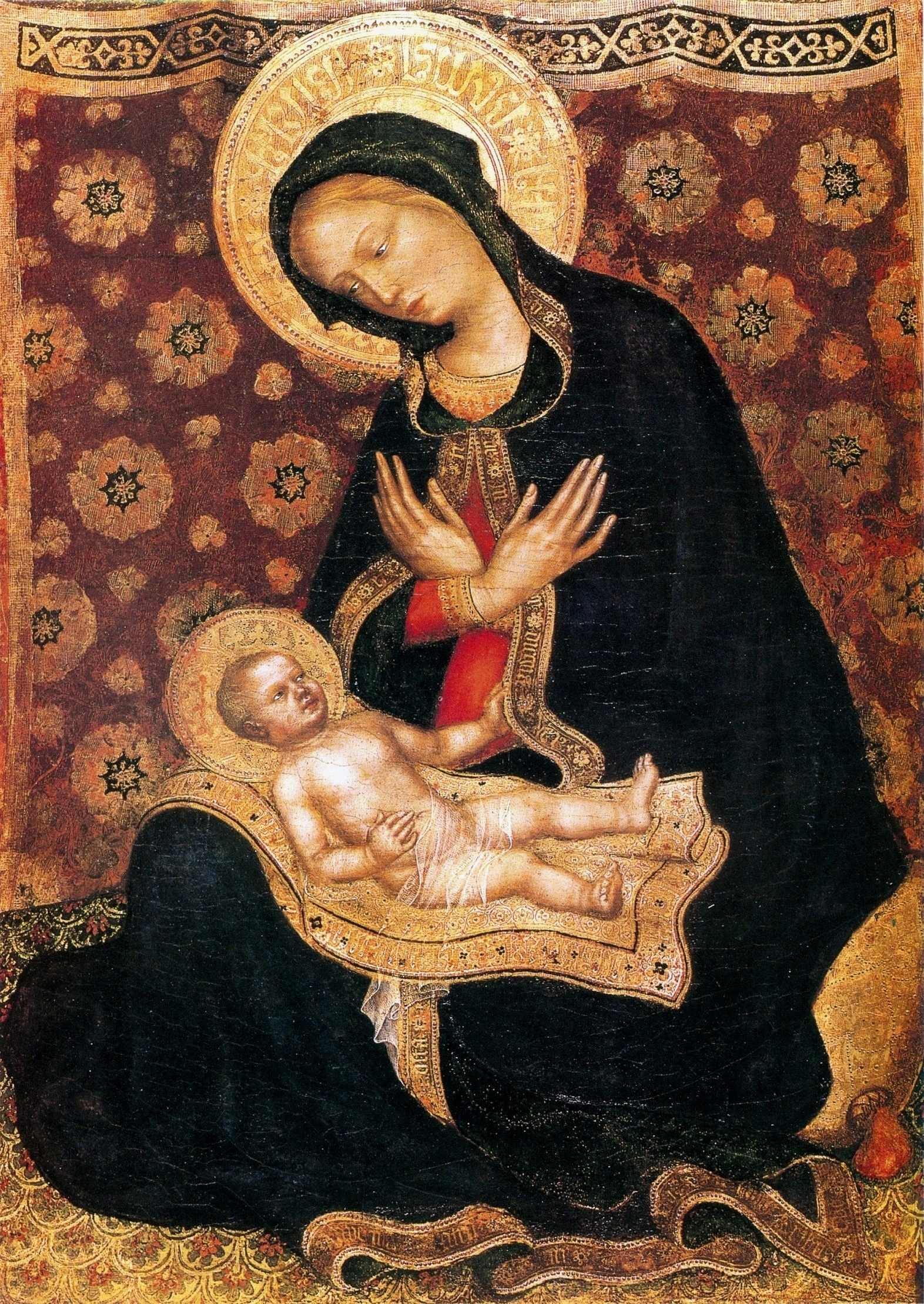
Pseudo-arabo sulla coperta di Gesù Bambino. Gentile da Fabriano.
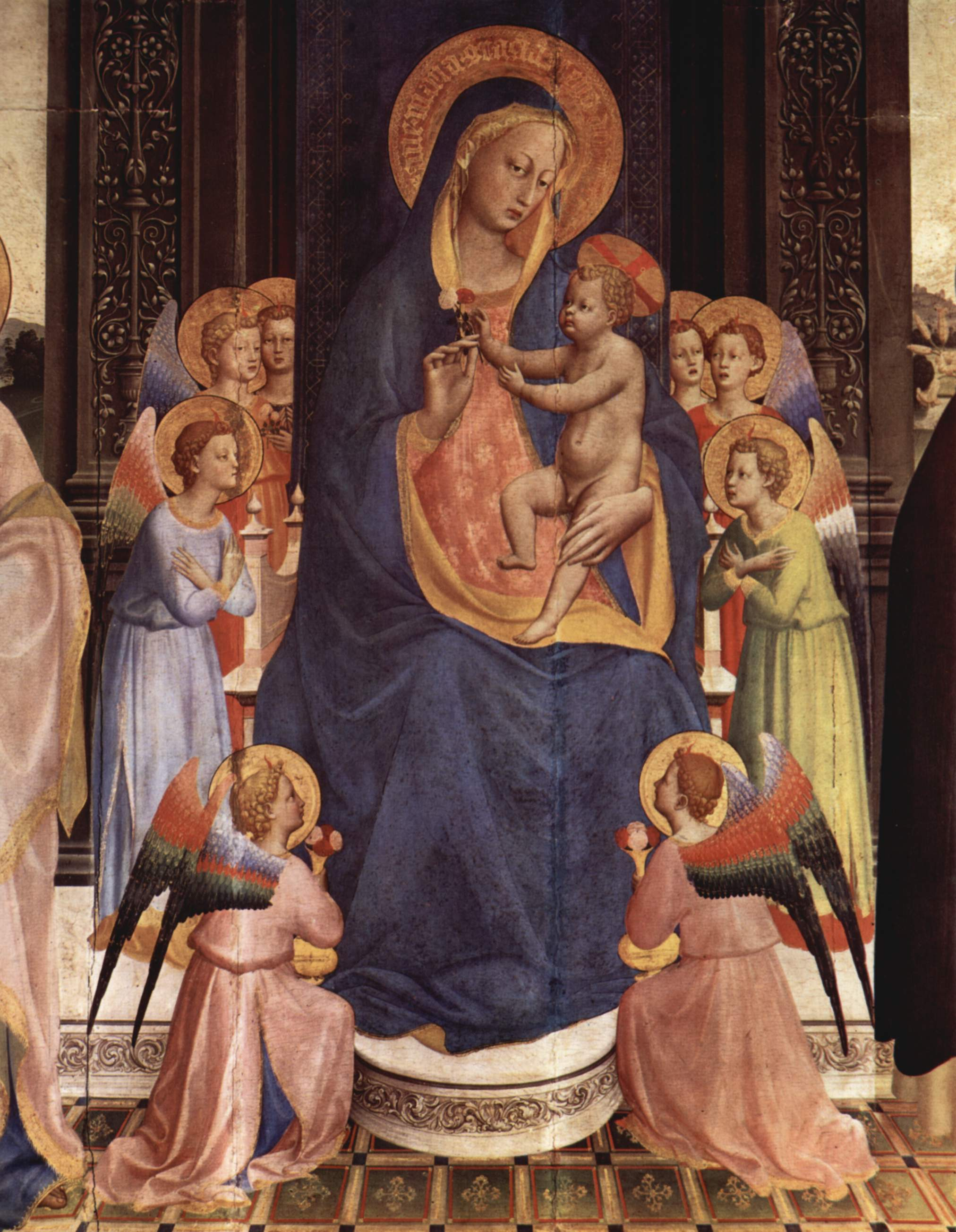
Vergine con un'aureola pseudo-araba, del Beato Angelico (1428-1430).
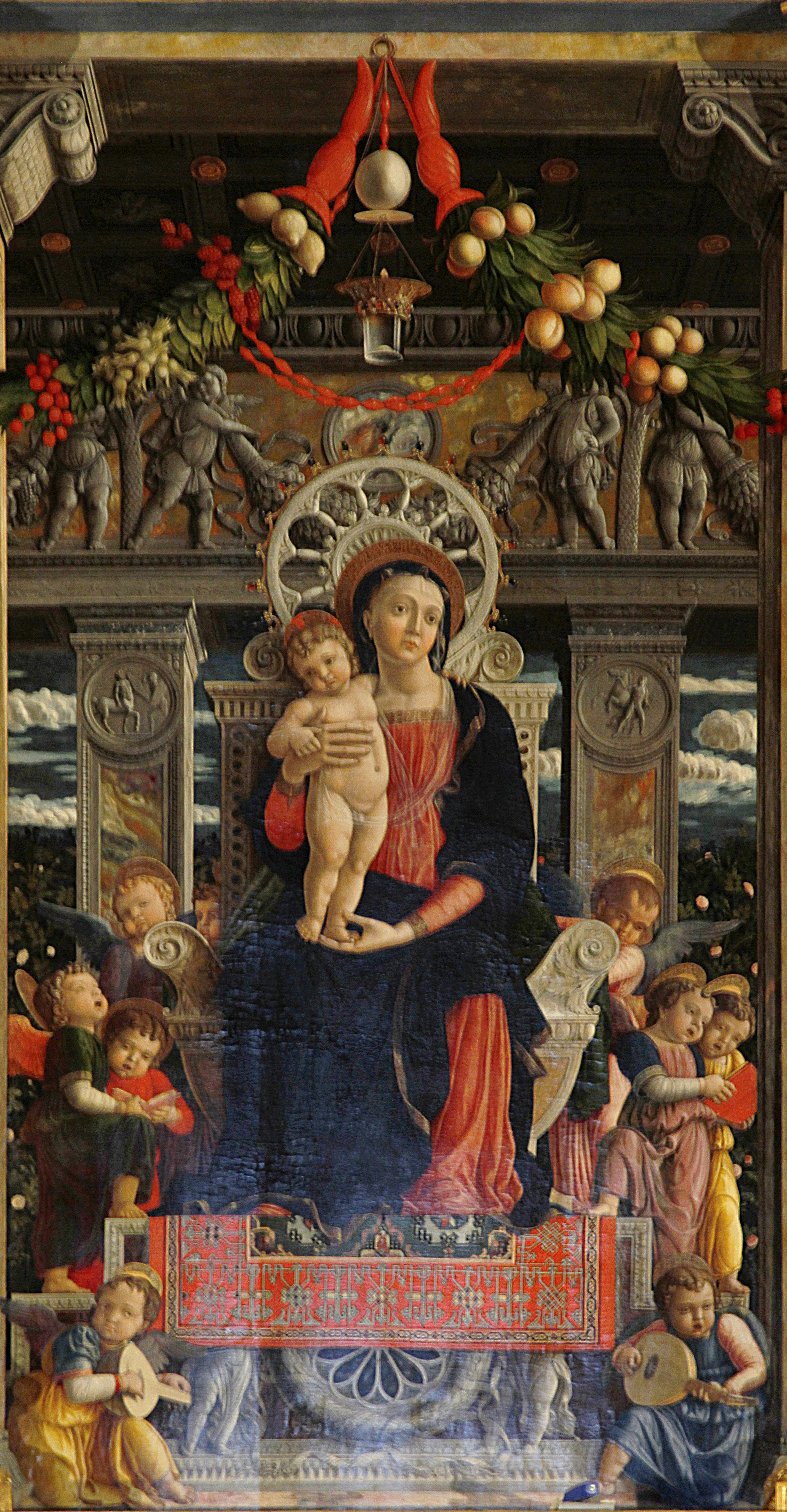
La Vergine Maria nella pala d'altare di San Zeno di Andrea Mantegna combina aloni pseudo-arabi e orli di abbigliamento, con un tappeto turco ai suoi piedi (1456-1459).

## Galleria d'immagini

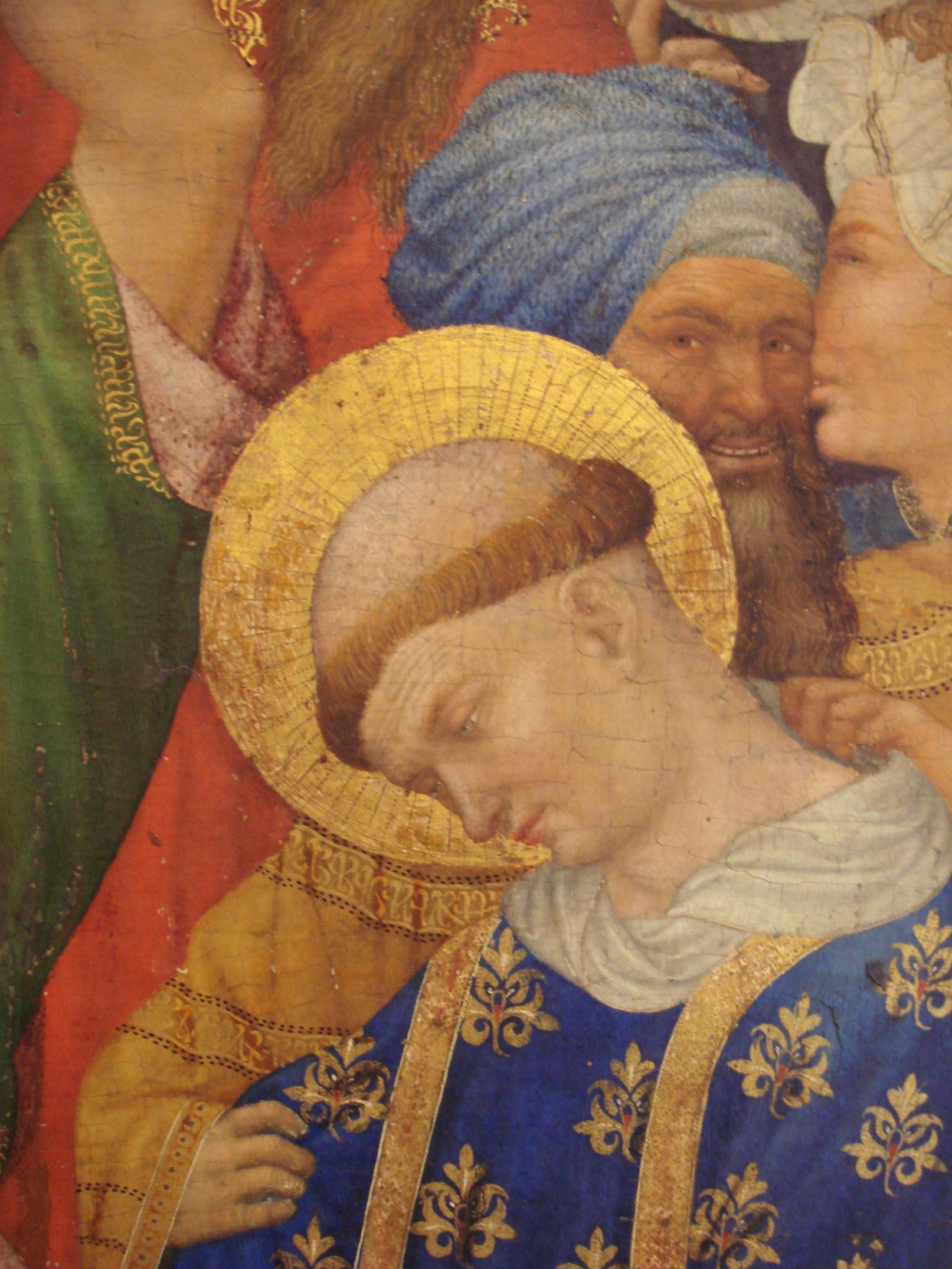
Pseudo-cufico su capi di abbigliamento in Le Retable de Saint Denis di Henri Bellechose, 1415-1416.
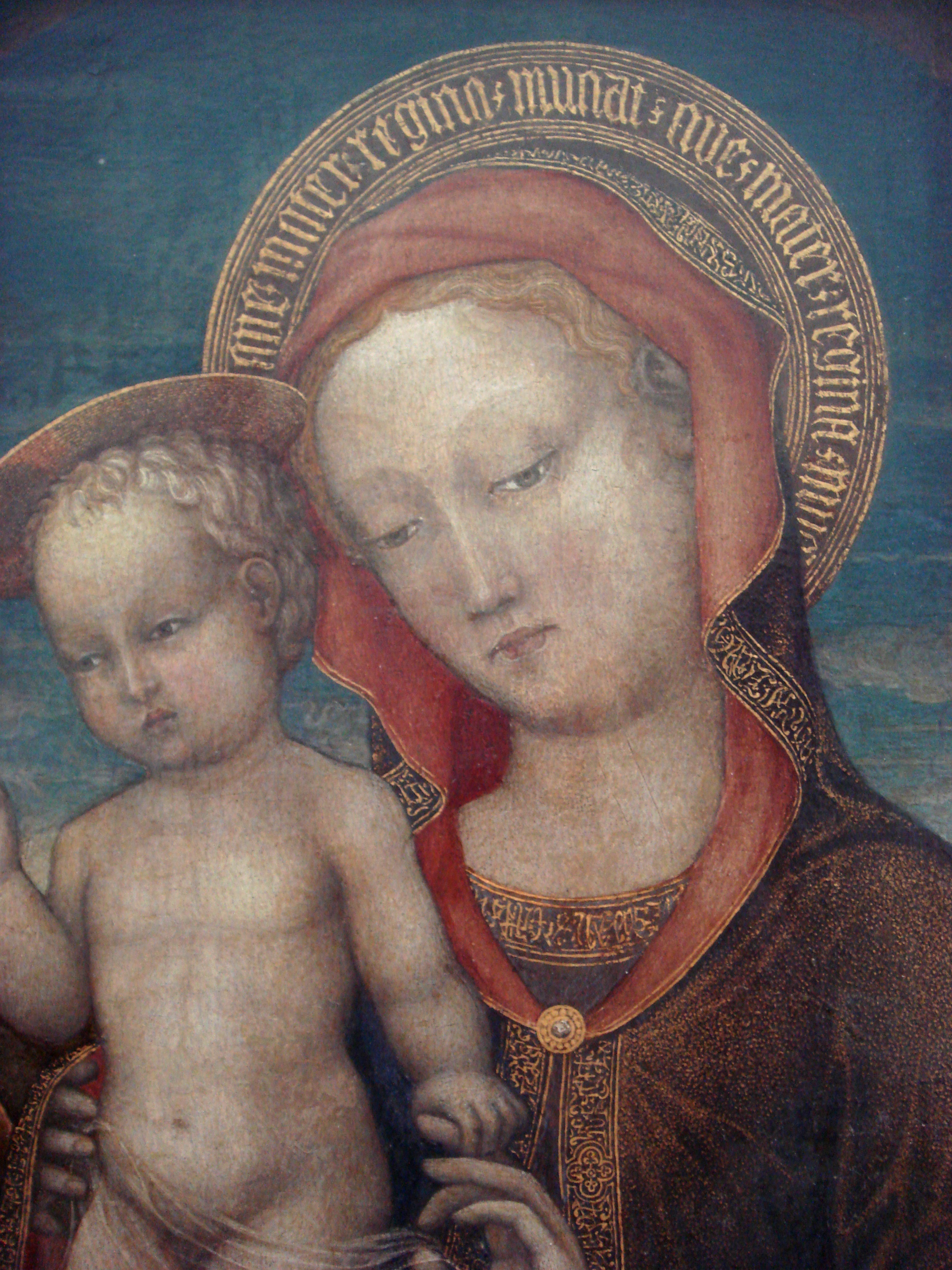
Vergine dell'umiltà, adorata da un principe della Casa d'Este di Jacopo Bellini, 1440, con orlo del mantello pseudo-cufico, ma aureola in caratteri romani. Museo del Louvre
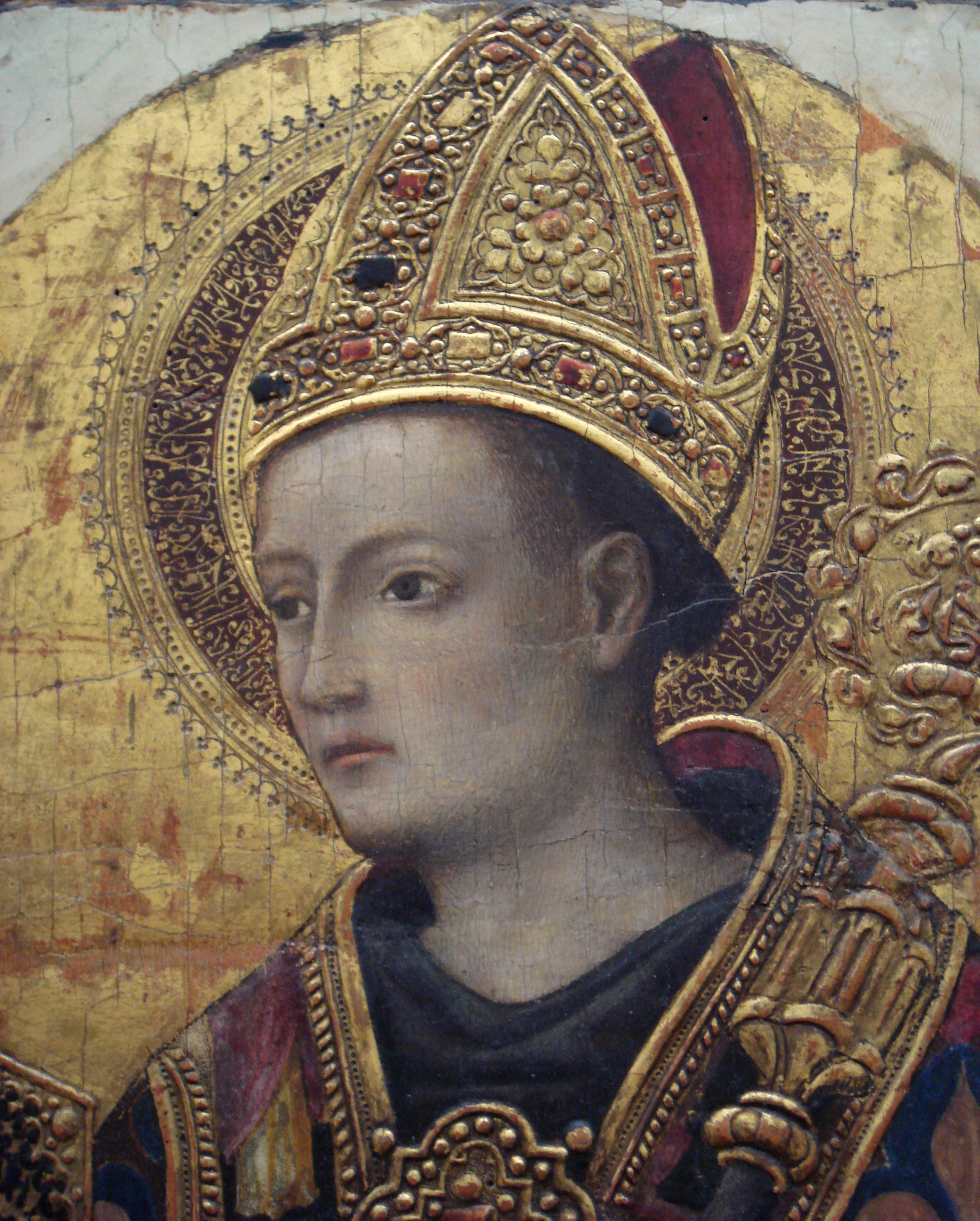
Aureola pseudo-cufica, nel Saint Louis de Toulouse di Antonio Vivarini, 1450. Museo del Louvre.
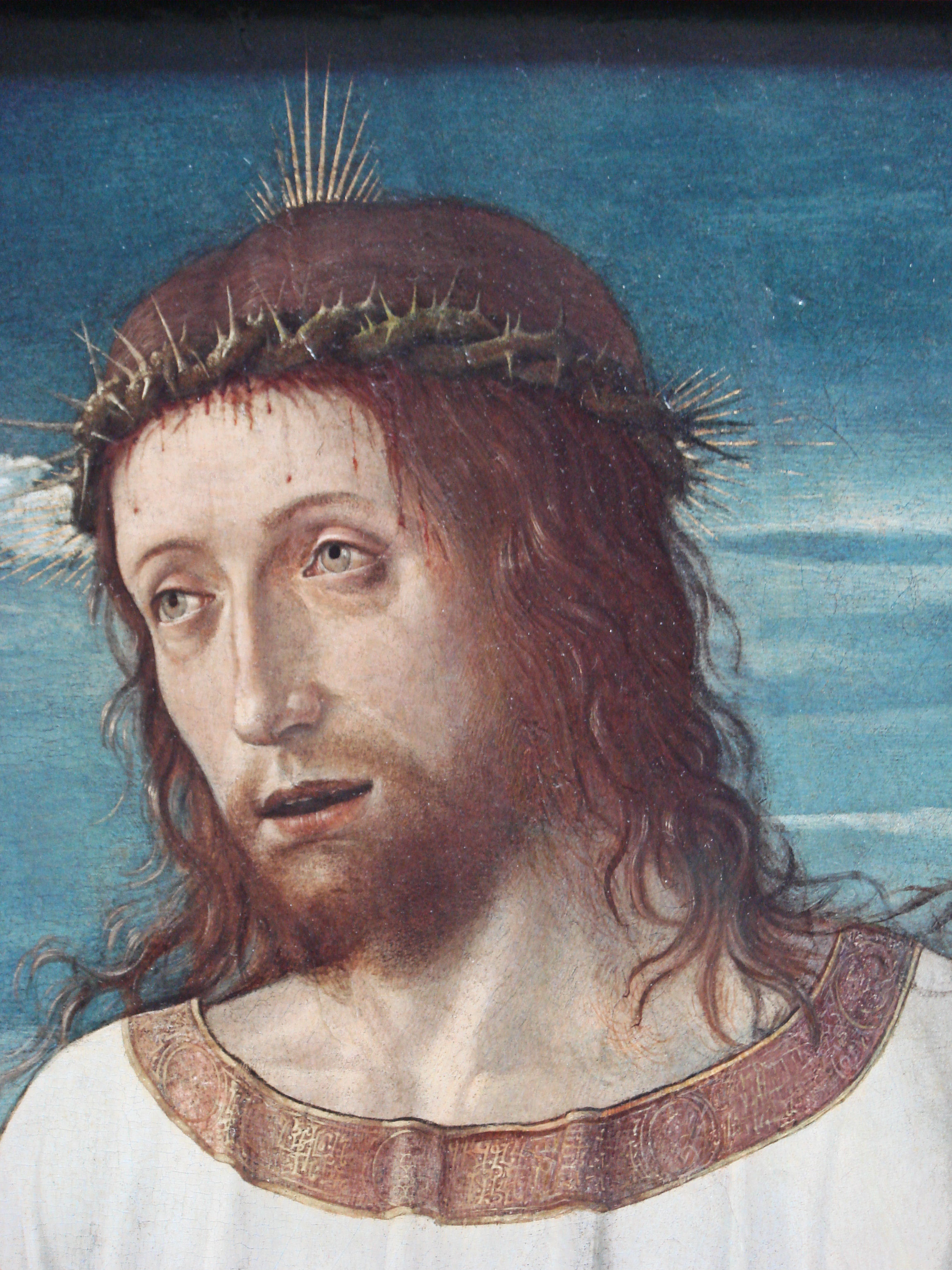
Orlo pseudo-cufico in Cristo benedicente Giovanni Bellini, 1465-1470. Museo del Louvre
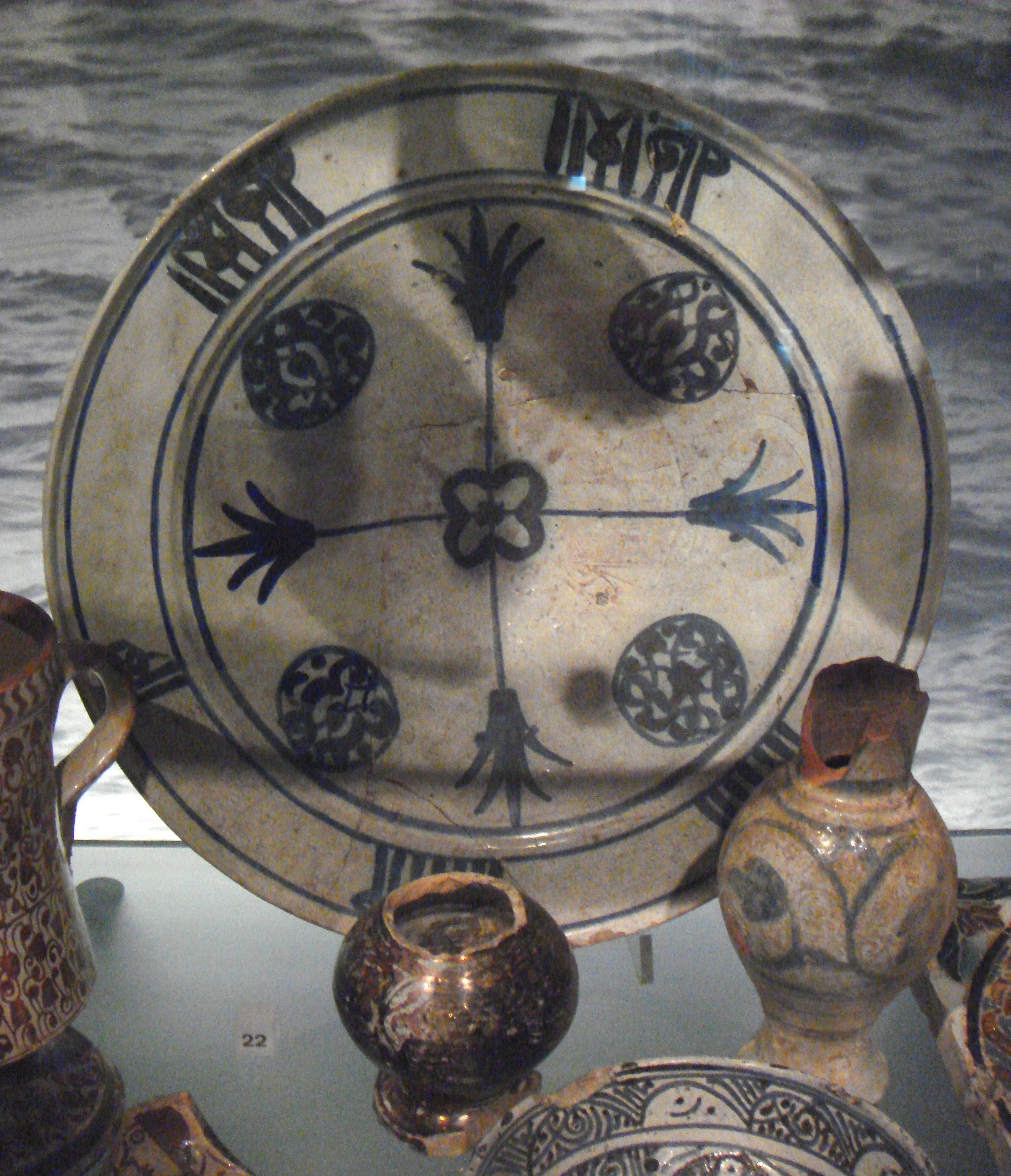
Piatto andaluso degli inizi del XVI secolo con scrittura pseudo-araba attorno al bordo, trovato a Londra. London Museum.

### Pseudo-ebraico

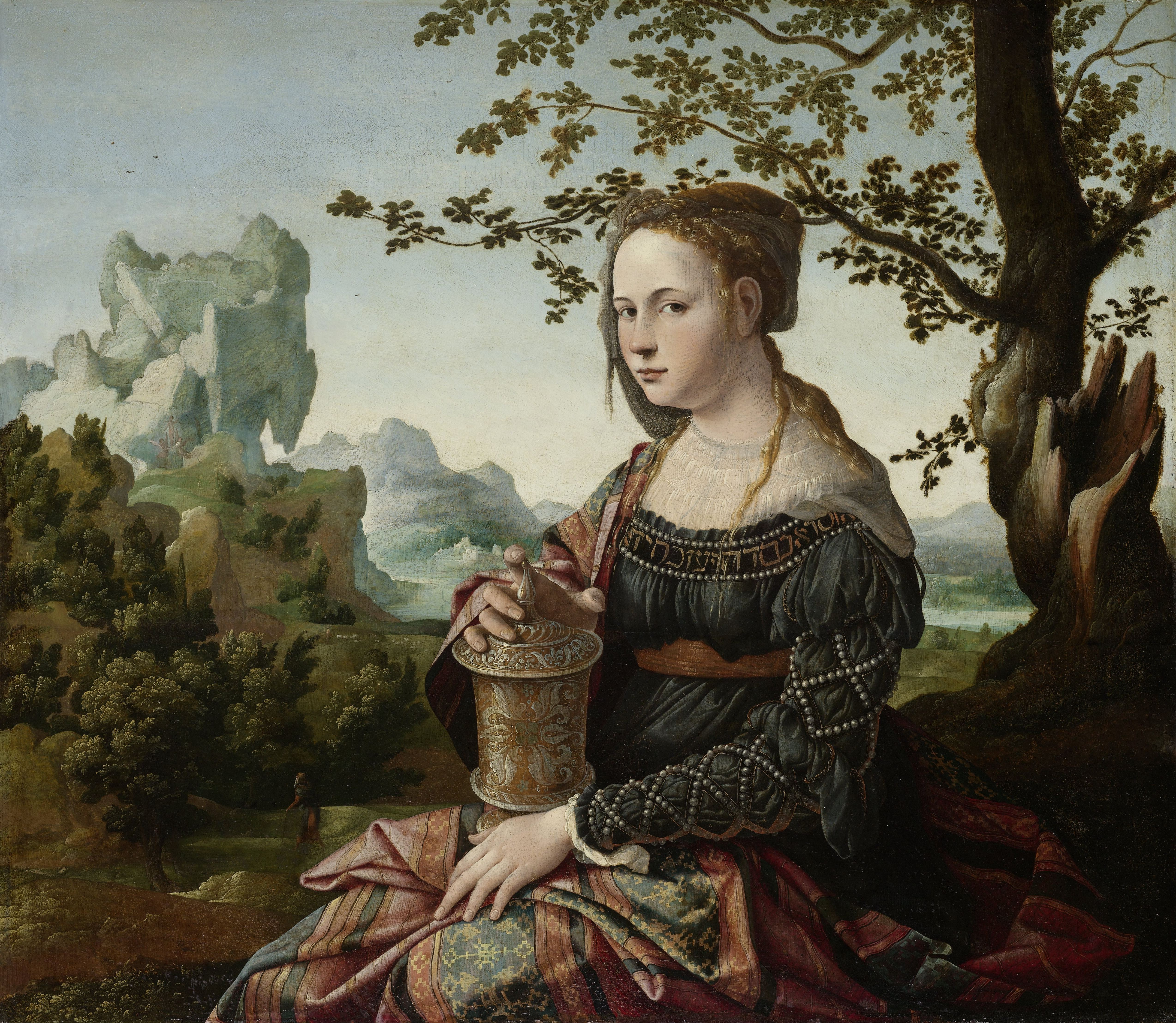
Scritto pseudo-ebraico sul busto di Maria Maddalena di Jan van Scorel, 1530.